# Abric de Mas d'en Gran
L'abric de Mas d'en Gran és un abric del municipi de Montblanc (Conca de Barberà) amb representacions de pintura rupestre protegides com a Patrimoni de la Humanitat en el conjunt de l'Art rupestre de l'arc mediterrani de la península Ibèrica. Està situat en el marge esquerre del barranc del Pirro, al sud del poble de Rojals, en una cornisa dels cingles de Mas d'en Gran, davant de les runes de l'antic mas que li dona nom.

## Abric
L'abric és en realitat una cornisa d'uns 20 metres de llargada, que en el punt on es localitzen les pintures forma una petita cavitat d'uns 5 metres de llarg, 1,10 d'altura i 2,40 de profunditat màxima al sud-est. Les pictografies se situen en la paret frontal de l'abric, quasi en el punt on comença el sostre. El total de representacions que s'identifiquen és de 17 i ocupen aproximadament 1,77 metres de la paret rocosa.
Les pintures van ser localitzades l'abril de 1988 per Alexandre Grimal Navarro emmarcat en un projecte de prospecció d'art rupestre, sota la direcció d'Anna Alonso Tejada, en el barranc del Pirro, conegut ja per l'existència d'uns quants jaciments de pintura rupestre i amb bones condicions geomorfològiques per a aquest tipus de jaciments.
L'estat de conservació és regular, sense accions antròpiques negatives que afectin les pintures. És de titularitat privada.

## Pintures rupestres
La tipologia de les pintures no permet classificar-les ni entre l'art naturalista llevantí ni en l'estrictament esquemàtic. Segons R. Viñas l'estil s'emmarcaria dins les formes esquemàtiques de tendència naturalista o seminaturalista, i es considera que pertanyen a grups d'economia ramadera de l'edat del bronze.
La figura 1 és un cérvol compost per un cos rectangular lleugerament arquejat a la part central del dors. El cap està incomplet i la cornamenta està integrada per dos traços horitzontals, un d'ells incomplet, dels quals en surten uns altres més petits i perpendiculars. Les extremitats, incompletes en algun punt, han estat dissenyades amb traços fins i rectes. L'estil és esquemàtic de tendència naturalista i predominen els trets esquemàtics sobre els realistes o naturalistes. La seva conservació és regular, a causa de petits descrostaments.
La figura 2 és una representació humana. El cap de la figura, que connecta directament amb el cos, està lleugerament apuntat en la part superior. El cos, encara que incomplet en alguns punts, és d'estructura rectangular, potser condicionat per cert tipus de vestimenta que deixa veure part de les cames. Els braços, incomplets-, estan dissenyats per dos traços molt fins. Es dirigeixen endavant i sostenen algun tipus d'instruments disposat verticalment i del qual només en queda un fragment de la part superior. Hom pensa que podria tractar-se d'un arc. Les cames són rectes i inclinades endavant. Hi ha un tercer traç més fi que surt del mateix punt que una de les cames. La indumentària fa difícil precisar amb més cura l'estil de la figura. Presenta descrostaments a la part central.
La figura 3 és un quadrúpede. Presenta una estructura més o menys regular, incomplet en la seva part final. Es conserva, però, el que sembla la cua que és recta i de traç molt fi. Morro molt gran i orelles rectes. Les extremitats són curtes, disposades de dues en dues i dissenyades amb traços rectes i ben definits. Es dirigeix cap a la dreta i està en posició lleugerament descendent. Malgrat els pocs detalls que possibiliten precisar l'espècie, R. Viñas s'inclina per un exemplar de tipus domèstic i pertanyent al grup dels ovino-caprins. L'estil sembla esquemàtic de tendència naturalista o seminaturalista. La conservació és bona.
La figura 4 és un quadrúpede. Presenta un cos d'estructura rectangular molt arquejat en la zona del dors, amb el cap fortament inclinat cap a la base de l'abric. Està incomplet en la part final. Hi ha però una resta de pigment una mica allunyada del cos que podria correspondre a un fragment de la cua. El cap està incomplet en la zona del morro i presenta dues orelles rectes. Les extremitats estan disposades de dues en dues, són rectes i de traç fi. L'estil és semiesquemàtic, de tendència naturalista. La seva conservació és dolenta.
La figura 5 és un quadrúpede. El cos es presenta lleugerament incomplet, i sembla rectangular. El cap està mirant avall i presenta dues orelles. Les extremitats es disposen de dues en dues, són curtes i de traç molt fi. No es conserven completes. L'estil és semiesquemàtic de tendència naturalista. La seva conservació és regular, ja que presenta una capa de concreció que emmascara totalment la figura. A més a més, en algunes zones ha desaparegut totalment el pigment.
La figura 6 són restes de traç encorbat d'amplada quasi uniforme excepte en un dels extrems, que es fa més ample. Per la morfologia d'aquesta figura, podria tractar-se d'un animal similar al de la figura número 4. L'estat de conservació és dolent.
La figura 7 és un traç vertical amb l'extrem superior arrodonit i molt esvaït en l'extrem contrari. Tant podria correspondre a un element tipus "barra" com una figura humana destruïda.
La figura 8 és una representació humana. Queden petites restes del cap i el cos és quasi complet. Podria portar algun tipus de vestit complet que deixa veure en la part baixa tres petits traços: dos corresponents a les cames i un tercer difícil d'identificar. Els braços estan dirigits cap endavant i sostenen un instrument format per un traç disposat verticalment. La seva conservació és força bona.
La figura 10 són restes. Es tracta d'un traç disposat horitzontalment que es fa més ample en l'extrem dret, punt del qual surt un traç perpendicular. Per la seva morfologia podria tractar-se d'un quadrúpede. La seva conservació és dolenta.
Les figures 11, 13 i 15 són restes de traços corresponents a animals incomplets. Dues de les tres restes presenten descrostaments de pigment.
La figura 12 és un caprí, animal de cos desigualment conservat que s'apunta en un extrem i dona pas a una cua recta i llarga. El coll s'inclina de forma acusada cap a la zona inferior. El cap està format per un morro incomplet a l'extrem i dues banyes amples i de notables proporcions que fan interpretar aquesta figura com un caprí.
La figura 14 és un quadrúpede. Restes d'un possible cos d'animal i restes i traços que podrien correspondre al cap i a les banyes. La zona on està situada aquesta figura presenta fortes concrecions i abundants colades estalagmítiques.
La figura 16 és un quadrúpede. Es tracta d'un quadrúpede disposat verticalment i encarat cap a la dreta. S'identifiquen dos traços que surten del cap i que poden interpretar-se com les banyes. Les extremitats es disposen en parelles i tenen un gruix uniforme. El cos és de perfils mal conservats, recte, i s'estreny a la part final formant un traç, possiblement la cua. La zona corresponent al cap està molt perduda i s'observen petits descrostaments en el seu cos.
La figura 17 és un quadrúpede, restes d'un possible animal. Sembla estar orientat cap a la dreta i lleugerament ascendent. Es conserven el cos i les extremitats i li manca el cap. L'aspecte general és diferent de les altres figures, essent les seves formes més proporcionades.